# Mars Observer
Mars Observer var en amerikansk rymdfarkost som sköts upp med en Commercial Titan III-raket från Cape Canaveral Air Force Station, den 25 september 1992 av NASA.
Den hade som syfte att studera Mars klimat och geologi. 
NASA förlorade kontakten med rymdfarkosten 21 augusti 1993, tre dagar innan den skulle gå in i omloppsbana runt Mars.

### Fotnoter
1. ↑  ”NASA Space Science Data Coordinated Archive” (på engelska). NASA. https://nssdc.gsfc.nasa.gov/nmc/spacecraft/display.action?id=1992-063A. Läst 1 april 2020.